# Pseudobulb

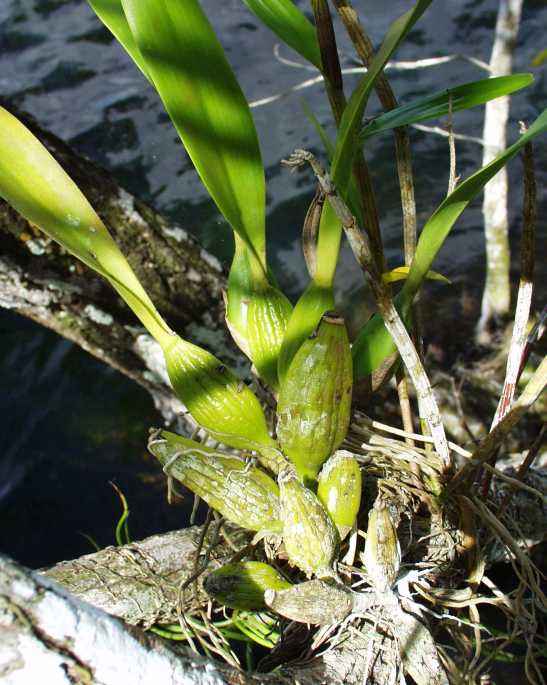
Encyclia chimborazoensis
hier zijn de pseudobulben vrij duidelijk te zien.

Een pseudobulb of schijnknol is een term uit de plantkunde. Het gaat om de aan de basis verdikte stengel van orchideeën (Orchidaceae). Ze dienen voor de opslag van reservestoffen en als waterreservoirs.
Pseudobulben kunnen afhankelijk van de soort heel klein tot heel groot zijn.